# 玛丽亚霍夫
玛丽亚霍夫是奥地利施蒂利亚州穆劳县的一个市镇。总面积32.7平方公里，总人口1345人，人口密度41.1人/平方公里（2005年）。